# Солдат
Солда́т (нім. Soldat, від італ. soldato) — людина, що воює у певній армії на добровільних засадах, або у зв'язку із військовим обов'язком. Слово солдат вживається як для позначення рядового складу військовослужбовців (звання «солдат»), так і для позначення військовослужбовців взагалі (у цьому значенні близьке до слів «вояк», «боєць»). У переносному сенсі — відданий, дисциплінований, стійкий учасник суспільного руху, член якої-небудь організації (напр., солдат революції).

## Історія терміна

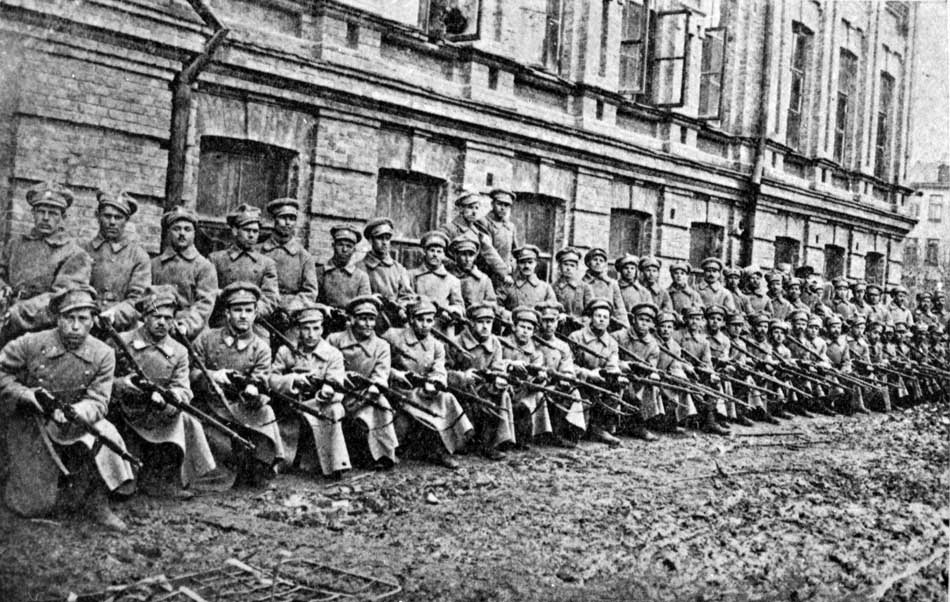
Українські солдати загону Січових Стрільців

Слово солдат походить через російське посередництво із західноєвропейських мов (нім. Soldat, нід. soldaat, фр. soldat, що сходять до італ. soldato). Етимологія soldato тлумачиться по-різному: від soldare — «наймати, платити платню» (від soldo, soldi — «гроші»), або від пізньолат. solidatus — «що отримує жалування» (від soldāre — «наймати»).
Термін набув поширення в Західній Європі в добу найманих армій (ландскнехтів), а з XVII століття — в Росії, де були сформовані за іноземним зразком солдатські піші «полки нового ладу». В російській регулярній армії з XVIII століття рекрут отримував звання «солдат» після певного часу служби. Призвані за рекрутською повинністю (18 — 1-ша частина 19 століття) звільнялися від кріпацької залежності та переходили в «солдатський стан», до якого включали також солдатських дружин і дітей. Після скасування кріпацтва (1861) і введення загальнообов'язкової військової повинності (1874) солдатський стан припинив існування, а так звані «нижні чини» (категорія військовослужбовців від рядового до зауряд-офіцера) перестали офіційно іменуватися «Солдат» (зберігся лише термін «молоді солдати» для новобранців, що ще не пройшли програму початкового навчання).
Після Лютневої революції 1917 року найменування «нижній чин» для рядових військовослужбовців було замінено званням «Солдат» (наказ по військовому відомству від 5 березня). У січні 1918 зі створенням Червоної Армії, рядові військовослужбовці стали називатися червоноармійцями. В липні 1946 в Радянських Збройних Силах була введена категорія «Солдат», що включала рядових і єфрейторів.
Поряд з назвами солдат і вояк в українських діалектах вживається слово жовні́р (частіше так називають солдатів армії Речі Посполитої; засвідчені також форми жовняр, жовда́к). Воно є адаптацією пол. żołnierz, що сходить до сер.-в.-нім. soldenære, пов'язаного із фр. solde («плата»).

## Завдання солдата в бою
У загальновійськовому бою важливою є роль солдатів. Для досягнення перемоги над ворогом вони повинні досконало знати та утримувати в постійній бойовій готовності свою зброю і бойову техніку, майстерно володіти ними та уміло застосовувати в бою.
Крім того, кожний солдат повинен бути готовий замінити товариша, який вибув зі строю, тому знання суміжної військової спеціальності є обов'язковим.

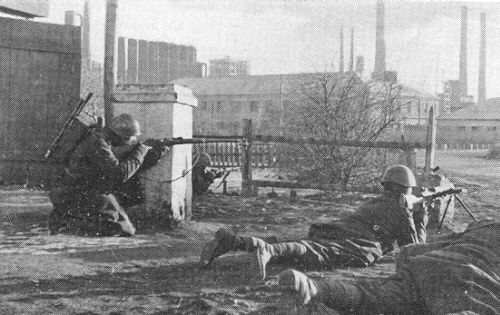
Бій на вулицях Сталіно (1941)

У сучасному бою солдат повинен уміти непомітно і швидко пересуватися будь-якою місцевістю під вогнем противника і водночас безперервно спостерігати за ним, вести прицільний вогонь із своєї зброї, вибирати позиції, які б надавали йому перевагу над противником, і швидко їх обладнувати, знищувати усіма способами танки та броньовані машини противника.

## Пересування солдата на полі бою
У всіх видах боїв основою бойових дій є пересування. Залежно від характеру місцевості, умов, обстановки і вогневих дій противника солдат, перебуваючи у пішому строю, може пересуватися: кроком (бігом), перебіганням, переповзанням.
1. Прискорений крок або біг (на повний зріст або пригинаючись) застосовується для подолання ділянок місцевості, недоступної для спостереження і вогню противника.
2.Перебігання застосовується для швидкого зближення з противником на відкритій місцевості.
3. Переповзання застосовується для непомітного наближення до противника і прихованого подолання ділянок місцевості, що мають незначні укриття, нерівності рельєфу і перебувають під спостереженням або обстрілом противника. Залежно від обстановки, рельєфу місцевості та вогню противника солдат може переповзати: по-пластунському, напівкарачки, на боці.